# Željko Joksimović
Željko Joksimović (srbska cirilica Жељко Јоксимовић), srbski glasbenik, * 20. april 1972, Beograd.
Joksimović je pevec, skladatelj, besedilopisec, producent in multiinštrumentalist, ki igra okoli 10 različnih inštrumentov, med drugim harmoniko, saksofon, kitaro in bobne. Zastopal je Srbijo in Črno goro na Pesmi Evrovizije 2004 ter s pesmijo Lane moje osvojil drugo mesto. Leta 2012 je zastopal Srbijo s pesmijo Nije ljubav stvar in se uvrstil na tretje mesto.

## Kariera

### Začetki
Željko Joksimović se je rodil 20. aprila 1972 v Beogradu in odraščal v Valjevu. Svoj prvi mednarodni uspeh je dosegel pri dvanajstih letih, ko je v Parizu na glasbenem festivalu osvojil nagrado "Prva harmonika Evrope". Po dokončani Valjevski gimnaziji je študiral na Fakulteti glasbenih umetnosti Univerze umetnosti v Beogradu.
Leta 1998 je zmagal na festivalu Pjesma Mediterana v Budvi s pesmijo Pesma sirena. Z uspehom si je omogočil nastop na prestižnih mednarodnih festivalih v Belorusiji, kjer je osvojil dve veliki nagradi.

### 1999–2003:Amajlija,Vretenoin111
Leta 1999 je Joksimović za založbo City Records izdal svoj prvi studijski album z naslovom Amajlija. Poleg Pesme sirena je album vseboval še sedem pesmi. Uspeh je dosegla pesem 7 godina, ki se je povzpela na prvo mesto na lestvicah pop glasbe v Srbiji in postala priljubljena tudi v drugih nekdanjih jugoslovanskih republikah.
Leta 2001 je izdal drugi studijski album Vreteno. Poleg naslovne pesmi so izstopale pesmi Rintam, Gadura, Petak na subotu in duet s Harisom Džinovićem Šta će meni više od toga.
Album 111, izdan leta 2002, je zasedel prvo mesto na pop lestvicah Srbije in drugih držav v regiji. Priljubljenejše pesmi so bile Drska ženo plava, Varnice in Zaboravljaš.
Leta 2003 je Joksimović napisal pesem Čija si za makedonskega pevca Tošeta Proeskega, s katero je slednji zmagal na prvi Beoviziji.

### 2004: Pesem Evrovizije
21. februarja 2004 je Joksimović s pesmijo Lane moje zmagal na prireditvi Evropesma-Europjesma, na kateri je Srbija in Črna gora izbirala svojega prvega evrovizijskega predstavnika po 12 letih.
Na Pesmi Evrovizije 2004 v turškem Carigradu je Joksimović osvojil drugo mesto za ukrajinsko pevko Ruslano. Pesem Lane moje je prejela nagrado Marcel Bezençon za najboljšo skladbo po izboru novinarjev in bila prodajna uspešnica v državah nekdanje Jugoslavije.

### 2004–2007: Po Evroviziji,IVinPlatinum Collection
Po uspehu na Evroviziji je Joksimović ustanovil lastni studio Minacord Production.
Leta 2004 je Joksimović izdal priljubljen singel Leđa o leđa. Leta 2005 je zložil pesem Jutro za pevko Jeleno Tomašević, ki je z njo zmagala na Beoviziji in dosegla drugo mesto na evrovizijskem izboru Evropesma-Europjesma. Oktobra istega leta je zložil in posnel duet I Live my Life For You z avstrijsko pevko Tamee Harrison.
Decembra 2005 je izdal svoj četrti album IV (Ima nešto u tome što me nećeš), ki je bil prodan v več kot 500 000 izvodih. V sodelovanju s produkcijsko hišo Kobra film je zložil glasbo za film Ivkova slava.
Leta 2006 je Joksimović za bosansko skupino Hari Mata Hari zložil pesem Lejla, s katero je Bosna in Hercegovina na Pesmi Evrovizije 2006 zasedla tretje mesto. Joksimović je prejel nagrado za najboljšo skladbo po izboru ostalih sodelujočih skladateljev.

### 2008–2011: Gostitelj Evrovizije inLjubavi
V začetku leta 2008 je Joksimović zložil pesem Oro, s katero je Jelena Tomašević zmagala na evrovizijskem izboru. Po zaslugi zmage Marije Šerifović leto predtem je Pesem Evrovizije 2008 potekala v Srbiji; 24. marca je Radiotelevizija Srbije oznanila, da bo Joksimović skupaj z Jovano Janković vodil prireditev. Pesem Tomaševićeve je s 160 točkami osvojila šesto mesto. 
Po letu glasbenega premora je novembra 2009 izdal album Ljubavi, imenovan po istoimenskem singlu, ki je dosegel velik uspeh v Srbiji in sosednjih državah. 

### 2012: Evrovizijski povratek
Joksimović je zastopal Srbijo na Pesmi Evrovizije 2012 v Bakuju v Azerbajdžanu s pesmijo Nije ljubav stvar. Avtor glasbe je bil Joksimović sam, medtem ko sta besedilo napisala Marina Tucaković in Miloš Roganović. Obstajala je tudi angleška različica pesmi z naslovom Synonym, katere besedilo je napisala Ljilja Jorgovanović. Pesem je na tekmovanju zasedla tretje mesto.

### 2012–danes
Leta 2013 je Joksimović izdal singel Ludak kao ja. Naslednje leto je posnel duet Zabluda s hrvaškim pevcem Tonyjem Cetinskim. Leta 2015 je izdal album VII, ki je vseboval 14 pesmi, vključno s tema singloma.
Na povabilo Radiotelevizije Črne gore je za pevca Nenada Kneževića Kneza napisal pesem Adio, s katero je slednji zastopal Črno goro na Pesmi Evrovizije 2015 na Dunaju. Pesem, ki obstaja v srbski, angleški in francoski izvedbi, je v finalu zasedla 13. mesto.
Julija 2017 je objavil pesem Milimetar. Leta 2018 je z Emino Jahović posnel duet Dva aviona. Istega leta je izdal tudi singla Ponelo me in Menjaj pesmu. Februarja 2019 je objavil pesem Možda je to ljubav.

## Osebno življenje
Joksimović je od leta 2012 poročen s televizijsko voditeljico Jovano Joksimović (rojeno Janković), s katero ima sina, rojenega leta 2014, in dvojčici, rojeni leta 2017. Iz prvega zakona ima še eno hčer.
Poleg srbščine tekoče govori grško, rusko, angleško, francosko in poljsko. Njegov brat je igralec Saša Joksimović.

## Diskografija

### Studijski albumi
- Amajlija (1999, City Records)
- Vreteno (2001, City Records)
- 111 (2002, City Records)
- IV (2005, City Records)
- Ljubavi (2009, Minacord)
- VII/Željko Joksimović (2015, Minacord)

### Albumi v živo
- Beogradska Arena Live (2008, Minacord)
- Dva sveta - Koncert Sava Centar (2017, Minacord)

### Kompilacije
- The best of Željko Joksimović (2003/2005)
- Platinum Collection (2007)
- Ultimate Collection (2010)

### Singli
- Leđa o leđa (2004, City Records)
- Lane moje (2004, PGP RTS/Warner Music Austria)
- I live my life for you (2005, Warner Music)
- Devojka (2007, Minacord)
- Nije do mene (2007, Minacord)
- Ono naše što nekad bejaše (2008, Minacord)
- Dođi sutra (2010, Minacord)
- Nije ljubav stvar (2012, Minacord)
- Ludak kao ja (2013, Minacord)
- Ranjena zver (2015, Minacord)
- Milimetar (2017, Minacord)
- Ponelo me (2018, Minacord)
- Menjaj pesmu (2018, Minacord)
- Možda je to ljubav (2019, Minacord)

### Dueti
- Haris Džinović – Šta će meni više od toga (2001)
- Dino Merlin – Supermen (2004)
- Tamee Harrison – I Live My Life For You (2005)
- Miligram - Libero (2009)
- Daniel Kajmakoski – Skoplje - Beograd (2014)
- Toni Cetinski – Zabluda (2014)
- Emina Jahović – Dva aviona (2018)
- Ceca - Više od sreće (2024)

### Filmska glasba
- Ivkova slava, (Željko Joksimović, Jelena Tomašević & Nikola Kojo) (2005, Minacord – City Records)
- Ranjeni Orao (2009, Minacord – City Records)

### Druge skladbe
- 2003: Toše Proeski – Čija si
- 2005: Nava Medina – Malah Shomer
- 2005: Jelena Tomašević – Jutro
- 2006: Hari Mata Hari – Lejla
- 2008: Jelena Tomašević – Oro
- 2008: Eleftheria Arvanitaki – To Telos mas Des
- 2008: Melina Aslanidou – Poso
- 2008: Nikola Tesla (instrumentalna)
- 2009: Halid Bešlić – Miljacka
- 2011: Lepa Brena – Biber
- 2011: Lepa Brena – Ne bih bila ja
- 2013: Saša Kapor – Hotel Jugoslavija
- 2014: Knez – Adio